# علم مستحاثات البشر
علم مستحاثات البشر هو فرع من علم الآثار مع التركيز على البشر، والذي يسعى إلى فهم التطوّر المبكّر للإنسان العاقل تشريحيّاً، وهي عمليّة تعرف باسم الأنسنة، من خلال إعادة بناء خطوط القرابة التطوريّة داخل فصيلة القردة العليا، والاستعانة بالأدلّة البيولوجيّة (مثل بقايا الهيكل العظمي المتحجّرة وشظايا العظام وآثار الأقدام) والأدلّة الثقافيّة مثل (الأدوات الحجريّة والتحف وأماكن التوطين).
يُستمد هذا العلم من علم الأحافير والأنثروبولوجيا الحيويّة والأنثروبولوجيا الثقافيّة ويجمع فيما بينها جميعاً. مع تقدّم التقنيّات والأساليب، يلعب علم الوراثة دوراً متزايداً لاسيّما في دراسة ومقارنة بنية الحمض النووي كأداة حيويّة للبحث في خطوط القرابة التطوريّة للأنواع والأجناس ذات الصلة.

## تصنيفات متجانسة
تعتبر فصيلة البشر من الرئيسيّات الرئيسيّة، حيث تعتبر الفصيلة البشريّة حالياً شاملة لكل من سلالات القردة العليا والنسب البشريّة داخل فصيلة البشر. تتكوّن فصيلة الإنسانيّات من الأنساب البشريّة وأنساب القرود الأفريقيّة. يشير مصطلح «القرود الأفريقيّة» فقط إلى الشمبانزي والغوريلا. إن مصطلحات الفصيلة البيولوجيّة المباشرة في حالة تغيّر مستمرّ. يشير مصطلح أشباه البشر إلى أي جنس في الفصيلة البشريّة ويعد البشر الحديثون النموذج الوحيد الحي.

## التاريخ

### القرن الثامن عشر
في عام 1758 قدّم كارل لينيوس اسم الإنسان الحديث Homo sapiens)) للبشر في الطبعة العاشرة من كتابه (نظام الطبيعة) على الرغم من عدم وجود وصف علمي لخصائص الأنواع المحدّدة. نظراً لأن القردة العليا كانت تعتبر أقرب أقرباء الإنسان استناداًإلى التشابه المورفولوجي، وفي القرن التاسع عشر، تمّ التكهّن بأن أقرب الأقارب الأحياء للبشر هما الشمبانزي والغوريلا؛ وعلى أساس المدى الطبيعي لهذه المخلوقات، كان هناك اعتقاد بأن البشر شاركوا سلفاً مشتركاً مع القرود الأفريقيّة وأن حفريّات هؤلاء الأسلاف سيتمّ العثور عليهم في النهاية في أفريقيا.

### القرن التاسع عشر
بدأ هذا العلم في القرن التاسع عشر، عندما حدثت اكتشافات علميّة مهمّة أدّت في النهاية إلى دراسة التطوّر البشري. كان اكتشاف الإنسان البدائي في ألمانيا، ودليل توماس هكسلي عن مكان الإنسان في الطبيعة، وتشارلز داروين «هبوط الإنسان» كلها أمور مهمّة للبحث المبكّر في علم الإنسان القديم.
بدأ الحقل الحديث للأنثروبولوجيا في القرن التاسع عشر باكتشاف «الإنسان البدائي» (تمّ العثور على الهيكل العظمي المسمّى في عام 1856، ولكن كان هناك اكتشافات في أماكن أخرى منذ عام 1830)، وبأدلّة على ما يسمّى رجال الكهوف. كانت فكرة أن البشر يشبهون بعض القردة العليا واضحة للناس لبعض الوقت، لكن فكرة التطوّر البيولوجي للأنواع بشكل عام لم يتمّ إضفاء الشرعيّة عليها حتّى بعد أن نشر داروين «أصل الأنواع» في عام 1859.
على الرغم من أن كتاب داروين الأوّل عن التطوّر لم يعالج مسألة التطوّر البشري المحدّدة -«سيتمّ إلقاء الضوء على أصل الإنسان وتاريخه»، كما كتب داروين حول هذا الموضوع- كانت الآثار المترتّبة على نظريّة التطوّر واضحة للقرّاء المعاصرين.
ركّزت المناقشات بين توماس هكسلي وريتشارد أوين على فكرة التطوّر البشري. أوضح هكسلي بشكل مقنع العديد من أوجه التشابه والاختلاف بين البشر والقردة في كتابه عام 1863 «دليل على مكان الإنسان في الطبيعة». بحلول الوقت الذي نشر فيه داروين كتابه الخاص حول موضوع «هبوط الإنسان»، كان بالفعل تفسيراً معروفاً لنظريّته، ولكن التفسير هو ما جعل النظريّة مثيرة للجدل إلى حدّ كبير. حتّى أن الكثير من مؤيدي داروين الأصليين (مثل ألفريد راسل والاش وتشارلز لايل) اعترضوا على فكرة أن البشر قد طوّروا قدراتهم الذهنيّة التي لا حدود لها على ما يبدو والحس الأخلاقي من خلال الانتقاء الطبيعي.

### آسيا
تم القبول العام بأنّ أفريقيا هي أصل الجنس البشري، بحث علماء الطبيعة في القرن التاسع عشر عن أصل البشر في آسيا. ما يسمّى «عظام التنين» (العظام الأحفوريّة والأسنان) من محلّات الصيدليّات الصينيّة كانت معروفة ولكن لم تكن كذلك حتّى أوائل القرن العشرين، عندما وصف عالم الحفريّات الألماني ماكس شلوسر، أوّل أسنان بشريّة في بكّين. على الرغم من أن شلوسر (1903) كان حذراً للغاية، إلا أنّه كان يأمل أن يكشف العمل المستقبلي عن «إنسان غابة» جديد في الصين.
بعد أحد عشر عاماً، تمّ إرسال العالم الجيولوجي السويدي يوهان جونار أندرسون إلى الصين كمستشار للتعدين وسرعان ما طوّر مسيرة له حول موضوع «أسنان التنين»، وهو الذي اكتشف في عام 1918 المواقع المحيطة بجوكوديان، وهي قرية تبعد نحو 50 كم جنوب غرب بكّبن. ومع ذلك، بسبب الطبيعة المتناثرة للاكتشافات الأوليّة، تمّ التخلّي عن الموقع.
لم يتم استئناف العمل حتّى عام 1921، عتدما أتى عالم الحفريّات النمساوي أوتو زدانسكي، الذي حصل على شهادة الدكتوراه من فيينا، إلى بكّين من أجل العمل لدى أندرسون. أجرى زدانسكي حفريّات قصيرة الأجل في الموقع1 في عامي 1921 و1923، واستعاد فقط اثنين من الأسنان المهمّة، والتي وصفها لاحقاً بأنّها تعود للإنسان الحديث.
أسرّت أخبار أسنان أشباه البشر المجتمع العلمي في بكّين، وسرعان ما وضعت خطط لتطوير مشروع أكبر وأكثر منهجيّة في تشوكوديان. كان ديفيدسون بلاك في مركز الإثارة، وهو عالم تشريحي ولد في كندا ويعمل في كليّة بكين يونيون الطبيّة. شارك بلاك اهتمام أندرسون، وكذلك وجهة نظره بأن آسيا الوسطى كانت موطناً واعداً للبشريّة في وقت مبكّر.
في أواخر 1926، قدّم بلاك اقتراحاً لمؤسّسة روكفيلير من أجل الحصول على الدعم المالي لعمليّات التنقيب المنهجيّة في زوكوديان وإنشاء معهد لدراسة البيولوجيا البشريّة في الصين.

### أفريقيا
في عام 1924، تم اكتشاف أمر بارز في أفريقيا ونادر جداً. في مقلع للحجر الجيري في تاونغ، اكتشف البروفيسور رايموند دارت عينة يافعة محفوظة بشكل جيّد. على الرغم من أن الدماغ كان صغيراً للغاية (410 سم مكعب)، إلا أن شكله كان مستديراً، على عكس الشمبانزي والغوريلا، وهو يشبه دماغ الإنسان الحديث. بالإضافة إلى ذلك، أظهرت العيّنة أسنان الكلاب القصيرة، مما يشير إلى وضع ثنائي الحركة للتنقّل.
كل هذه الصفات أقنعت دارت بأن طفل تونج كان سلفاً بشريّاً، وهو شكل انتقاليّ بين القردة والإنسان. مرّت 20 سنة أخرى قبل أن تؤخذ مطالبات دارت على محمل الجدّ، في أعقاب اكتشاف حفريّات أخرى من الأسترالوبت في أفريقيا تشبه عيّنته. كان الرأي السائد في ذلك الوقت هو أنّ دماغاً كبيراً فد تطوّر قبل ثنائيّة القدم. كان يعتقد أن الذكاء على قدم المساواة مع البشر الحديث كان شرطاً مسبقاً لثنائيّات الحركة.
لاتزال العوامل التي أدّت إلى تطوّر الإنسان موضع جدل. اقترحت فرضيّة السافانا الخاصّة بدارت أن ثنائيّة الحركة كان سببها الانتقال إلى السافانا من أجل الصيد. ومع ذلك، تشير الدلائل الحديثة إلى أن وجود ثنائيّات الحركة كان سابق للسافانا. أعلن العديد من علماء الأنثروبولوجبا، مثل برنارد وود وكيفين هنت وفيليب توبياس، أن نظريّة السافانا قد انتهت.
اليوم، يعتبر الأسترالوبث هو آخر الأسلاف المشتركة للمحموعة التي ينتمي إليها الإنسان الحديث. يعدّ كل من الأسترالوبث والإنسان الحديث جزء من أشباه البشر، لكن البيانات المورفولوجيّة الحديثة أثارت شكوكاً في موقف أ. أفريكانوس كجدّ مباشر للإنسان الحديث.